# 新屋站 (惠州市)
新屋站位于中国广东省惠州市惠城区新屋，于1996年启用，为广州铁路（集团）公司广梅汕铁路总公司管辖的四等站，离北京西站2273公里，离常平站42公里。经过铁路有京九铁路。

## 使用情况
新屋站是京九铁路的车站。本站不辦理客運列車。

## 历史
- 1996年：新屋站建成启用。